# Gabriel Arango Palacio
Gabriel Arango Palacio (Abejorral, 1820 - ¿?) fue un colono, empresario, terrateniente y político colombiano, miembro de la llamada "expedición de los 20", que fundó la ciudad de Manizales, y 3 veces alcalde de esa población. 

## Biografía
Nacido en Abejorral en 1820, era hijo de Antonio Ambrosio Arango Botero y María Leocadia Palacio Restrepo. 
Fue uno de los fundadores de Manizales, según figura en la ordenanza de la Asamblea Local de Antioquia del 12 de octubre de 1849. Formó de la llamada "expedición de los 20", que cruzó por caminos de arrieros a través de la geografía del sur de Antioquia hasta llegar al sitio donde actualmente está la población.
En 1853 se convirtió en diputado a la Asamblea de Córdova por el cantón de Salamina. En 1871 solicitó al presidente del cabildo (concejo) de Manizales prohibir las fiestas populares "por ir contra la buena moral". 
Siendo uno de los participantes de la colonización antioqueña, se convirtió en un importante terrateniente, involucrándose en las empresas de sus familiares, como de su tío Marcelino Palacio Restrepo. Fue accionistas de la Sociedad González, Salazar & Cía y en 1887 compró grandes parcelas de terreno aledañas a Manizales, en el marco de una serie de transacciones destinadas a mantener y garantizar la transmisión de activos dentro de la familia. 
Junto con su yerno Alejandro Gutiérrez Arango, estableció a finales del siglo XIX una importante cadena de distribución de bienes como sal en el sur de Antioquia y norte de Cauca. Compró cientos de metros cuadrados de tierras propiedad de su familia y también se convirtió en accionista de la Empresa del Burila, poseyendo grandes extensiones de tierra a lo largo del norte de Tolima. 
En 1886 fue presidente del cabildo de Manizales, en momentos en que simultáneamente sus primos Silverio y Marcelino Arango Palacio fueron prefectos del sur y su yerno Alejandro alcalde de Manizales. 
Fue accionista del Banco Prendario, fundado en 1891, y de la firma de Crédito Antioqueño de Manizales, fundada en 1901 y una de las principales comerciantes de Café en el entonces sur de Antioquia. 